# المدرسة الحسينية الصغرى
المدرسة الحسينية الصغرى، هي أول مدرسة بنيت بمدينة تونس في العهد الحسيني، وهي من المعالم التاريخية للمدينة العتيقة. تقع قرب التربة الصغرى أو الفرعية للبايات الحسينيين زالتي تعرف بتربة الفلاري، وتفتح واجهتها الأصلية على نهج تربة الباي عدد 60، وكانت تلاصقها حنفية عمومية بأول نهج سيدي زهمول 
أقيمت المدرسة بعد بضع سنوات من تسلم الباي حسين بن علي مقاليد السلطة في تونس، حيث أقام قرب باب جديد تربة وكتابا ومدرسة سميت بالمدرسة الحسينية الصغرى، وقد بدأت أشغال بنائها عام 1708 لتنتهي بعد سنتين، وقد سميت بالمدرسة الحسينية الصغرى للتفريق بينها وبين المدرسة الحسينية الكبرى التي بناها علي باي.

## أوقافها
خصص لها حسين بن علي أوقافا بتاريخ 1123هـ /1711، ثم عام 1125هـ /1713 وأخيرا عام 1133هـ / 1721. وتتمثل هذه الأوقاف فيما يلي:
- أربع دور للسكنى،
- مصنع للصابون،
- 8 دكاكين
- مخزن
- خمس قطع مغروسة زيتونا إحداها بشطرانة.[2]

## القائمون عليها
كان يتولى إدارة المدرسة الحسينية الصغرى شيخ مدرس وإمام للصلوات الخمس ووكيل وقيم يتولى أيضا الإشراف على تربة الباي المجاورة. وكانوا يتقاضون على التوالي: 8 نواصر، وناصريين وأربعة نواصر للأخيرين.

## طلبتها
وقد خصصت هذه المدرسة للطلبة المالكية القادمين من داخل البلاد، وكان عددهم 10، حيث يستقل كل واحد منهم بغرفة، إلا أنها شهدت اكتظاظا في النصف الأول من القرن العشرين حيث كان يقطن بها عام 1930: 21 طالبا. وعلى أية حال فقد كان كل طالب يتقاضى ناصريين اثنين يوميا ..  

## إشارات مرجعية
1. ↑  أنهج المدينة العتيقة: تاريخ وحضارة: ملامح قديمة لأنهج مدينة تونس نقلا عن مجلة معالم ومواقع عدد 16 مارس 2005 [وصلة مكسورة] نسخة محفوظة 12 نوفمبر 2011 على موقع واي باك مشين.
2. ↑  Ahmed Saadaoui, Tunis, ville ottomane, trois siècles d'urbanisme et d'architecture, CPU, Tunis 2001, p. 140-141
3. ↑  محمد ضيف الله، الحركة الطالبية التونسية (1927-1939)، منشورات مؤسسة التميمي للبحث العلمي والمعلومات، زغوان-تونس 1999، ص 83
4. ↑  Ahmed Saadaoui, Tunis, op. cit, p. 142